# 指 (江戸川乱歩)
『指』（ゆび）は、1960年（昭和35年）に発表された江戸川乱歩の短編小説。

## 概要
『ヒッチコック・マガジン』の1960年1月号に掲載された、児童向け作品以外では乱歩最後の作品となる。ショート・ショートだが、これの原型はずっと古く、小酒井不木と合作した「ラムール」という掌篇である。

## あらすじ
「私」の親友であるピアニストが、夜道で何者かに右手首を切断されるという事件が発生した。患者がショックで絶望することを恐れ、「私」は手首が切断されたことを隠し、励まし続ける。しかし、ピアニストは「新しい作曲をしたから、右手の指を動かしたい」と言い出す。「私」は、患者の上腕の神経を圧迫し、指が動く感覚を脳に伝えることでその場をしのぐ。「私」が病室を出ると、看護婦が手術室の棚を見つめて顔面蒼白になっていた。看護婦と「私」が見たものは、切断されたピアニストの右手が、ガラス瓶の中でピアノを弾くように指を動かしている姿だった。

## 主要登場人物
「私」
本作品の語り手。医師。
ピアニスト
「私」の親友。行きずりの人に襲われて右手首を切り落とされた。
看護婦
切り落とされた右手首をアルコール漬けにした大きなガラス瓶を目撃する。

## 収録作品
- 光文社文庫『江戸川乱歩全集 第22巻 ぺてん師と空気男』（2005年）